# Epanaphe clarilla
Epanaphe clarilla är en fjärilsart som beskrevs av Aurivillius 1904. Epanaphe clarilla ingår i släktet Epanaphe och familjen tandspinnare. Inga underarter finns listade i Catalogue of Life.